# فرط الدم
فرط الدم أو التبيغ (بالإنجليزية: Hyperaemia)‏ هو زيادة تدفق الدم إلى الأنسجة المختلفة في الجسم. ويمكن أن تترتب عليه آثار طبية، كما انه أيضا استجابة تنظيمية، حيث يسمح للتغيير في إمدادات الدم إلى الأنسجة المختلفة من خلال توسع الأوعية وينجم ذلك عن أسباب عديدة كتراكم نواتج الأيض في الأنسجة أو خلال بذل نشاط في العضلات كالجري وخلافه.

## تنظيم تدفق الدم
فرط الدم (أو ما يُعرف بالتبيغ) الوظيفي هو زيادة في تدفق الدم إلى الأنسجة بسبب زيادة وجود المستقلبات وتغير الظروف العامة الطبيعية ضمن النسيج. عندما يزداد نشاط الأنسجة، يحدث انخفاض واضح في الضغط الجزئي للأكسجين ودرجة الحموضة، ويزداد الضغط الجزئي لثاني أكسيد الكربون، وترتفع درجة الحرارة وتركيز أيونات البوتاسيوم. تبدأ آليات توسع الأوعية في الغالب نتيجة للمستقلبات المحلية والتأثيرات العضلية. تؤدي زيادة النشاط الأيضي للأنسجة إلى زيادة تركيز بعض المواد الكيميائية في المطرق خارج الخلوي، مثل الأدينوزين وثاني أكسيد الكربون وحمض اللبنيك، وإلى انخفاض الضغط الجزئي للأكسجين ودرجة الحموضة أيضًا. هذه التغييرات تسبب توسعًا ملحوظًا في قطر الأوعية الدموية. يحدث عكس ذلك عندما يتباطأ النشاط الاستقلابي. يشير التأثير عضلي المنشأ إلى المحاولة الهامة للعضلات الوعائية الملساء المحيطة بالشرايين والشرينات للحفاظ على التوتر في جدار هذه الأوعية الدموية عن طريق توسعها عند انخفاض الضغط الداخلي وتضيقها عند زيادة توتر الجدار.

## فرط الدم الوظيفي
فرط الدم الوظيفي، أو فرط الدم الاستقلابي، أو احتقان الدم الشرياني أو فرط نشاط الدم، هو زيادة تدفق الدم الذي يحدث عندما تكون الأنسجة نشطة استقلابيًا.
يتوسط حالة فرط الدم زيادة تصنيع و/أو إطلاق عوامل توسيع الأوعية خلال فترات الاستقلاب الغذائي الخلوي المتزايد. تؤدي زيادة الاستقلاب إلى زيادة المنتجات الثانوية الاستقلابية النشطة في الأوعية. تتضمن بعض عوامل توسيع الأوعية المفترضة (المرتبطة بعملية الاستقلاب): ثاني أكسيد الكربون (CO2)، وأيون الهيدروجين (H+)، وأيون البوتاسيوم (K+)، والأدينوزين (ADO)، وأحادي أكسيد النيتروجين (NO). تعمل هذه الموسعات الوعائية التي تطلقها الأنسجة على الشرايين الموضعية مما يؤدي إلى توسعها، بالتالي انخفاض مقاومتها، مما يؤدي إلى زيادة تدفق الدم نحو النسيج. تسمح هذه الزيادة في ورود الدم بتلبية احتياجات الاستقلاب المتزايدة للأنسجة وتنهي عدم التوازن بين الطلب والتزويد بالأكسجين. اقترحت الأبحاث الحديثة أن موسعات الأوعية المُنتجة موضعيًا في الأنسجة تعمل بطريقة زائدة عن الحاجة. بينما يُعتقد على نطاق واسع أن مكان التحكم في تدفق الدم (على الأقل في أنسجة العضلات والهيكل العظمي) موجود على مستوى الشرايين، فقد بدأت الأبحاث تشير إلى أن الخلايا البطانية الشعرية قد تكون هي المنسقة لتدفق الدم في العضلات الهيكلية أثناء فرط الدم الوظيفي. يُعتقد أن موسعات الأوعية (التي تطلقها الألياف العضلية النشطة) قادرة على تحفيز الخلايا البطانية الشعرية الموضعية، والتي بدورها ستؤدي إلى توسع الشرايين، وتقليل المقاومة للحصول على حالة من فرط الدم الوظيفي، والتي يكون التزويد الدموي فيها مباشرًا إلى الأنسجة النشطة استقلابيًا.
على العكس من ذلك، عندما يكون النسيج ذو نشاط استقلابي أقل، فإنه سينتج مستقلبات أقل، ويتخلص منها بسهولة في مجرى الدم.
نظرًا لأن معظم العناصر الغذائية الشائعة في الجسم تعطي ثاني أكسيد الكربون عند استقلابها، تسترخي العضلات الملساء حول الأوعية الدموية استجابة لزيادة غاز ثاني أكسيد الكربون في الدم والسائل الخلالي المحيط. يؤدي استرخاء هذه العضلة الملساء إلى تمدد الأوعية الدموية وزيادة تدفق الدم.
تتطلب بعض الأنسجة الأكسجين والمغذيات بسرعة أكبر أو بكميات أكبر. تحتوي هذه الأنسجة والأعضاء على آليات متخصصة لفرط الدم الوظيفي، ومنها:
- الدماغ من خلال الاستجابة الحركية الدموية التي تنظمها الخلايا العصبية.
- أنسجة انتصاب القضيب عن طريق إطلاقه لأكسيد النيتريك.

## فرط الدم الارتكاسي
فرط الدم الارتكاسي هو فئة فرعية من فرط الدم الشرياني، وهو زيادة عابرة في فرط الدم إلى الأعضاء التي تحدث بعد فترة قصيرة من نقص تروية الدم إلى هذه الأعضاء. فبعد نقص تروية الدم، سيكون هناك نقص في الأكسجين وتراكم للفضلات الأيضية.
يُختبر ذلك بشكل شائع في الساقين في سياق اختبار بورغر.
يحدث فرط الدم الارتكاسي غالبًا نتيجة ظاهرة رينو، إذ يؤدي التشنج الوعائي في الأوعية الدموية إلى نقص في التروية وتنخر في الأنسجة وبالتالي زيادة لاحقة في تدفق الدم لإزالة المستقلبات والبقايا الخلوية.

## روابط خارجية
- Active and reactive hyperemia. Richard E. Klabunde, Ph.D. Cardiovascular Physiology Concepts. Accessed on 27 February 2006.